# Hideki Saijō
Hideki Saijō (西城 秀樹, Saijō Hideki), à l'origine Tatsuo Kimoto (木本 龍雄, Kimoto Tatsuo), né le 13 avril 1955 à Hiroshima et mort le 16 mai 2018 à Yokohama, est un chanteur japonais et une célébrité de la télévision japonaise.

## Biographie
Hideki Saijō est surtout connu pour avoir interprété la version japonaise de la chanson à succès Y.M.C.A. du groupe Village People intitulée Young Man. Bien que la version originale était de style camp, la version de Saijo a pour but d'inspirer sérieusement les « jeunes hommes ».
La carrière de Saijō s'étend sur plus de trois décennies. Il gagne de nouveau en popularité dans les années 1990 dans le dessin animé Chibi Maruko-chan et en sortant une reprise de la chanson Bailamos d'Enrique Iglesias. Il chante également la chanson thème et devient le personnage (créé spécialement pour la version japonaise - Lucky Mucho) dans Kuzco, l'empereur mégalo et interprète également Turn a Turn, la première chanson du générique d'ouverture pour ∀ Gundam.
À la fin des années 1990, il apparaît également dans un épisode de l'émission culinaire (en) originale japonaise Iron Chef comme juge invité pour décider d'une bataille du riz entre l'Iron Chef japonais Masaharu Morimoto (en) et l'Iron Chef chinois Masayoshi Kimura.
En 2003, à l'époque où son 85e simple doit sortir, il est victime d'un léger accident vasculaire cérébral alors qu'il se produit en Corée. Après rééducation, il sort en 2006 son 86e simple, Meguriai. Les paroles ont été adaptées de celles de Comme au Premier Jour (1983) d'André Gagnon.
En 2009, il sort un simple téléchargeable, Vegetable Wonderful qui est lié au programme Time for Vegetables de la NHK.

### Famille
Hideki Saijō se marie pour la première fois en 2001. Il a une fille et deux fils.
Sa sœur est l'épouse de Masaru Takumi (en),, puissant membre du crime organisé japonais assassiné en 1997.

## Discographie
- Koisurukisetsu (1972)
- Koi no Yaukosku (1972)
- Chance wa ichido (1972)
- Seishun ni Kakeyou (1972)
- Jonetsunoarashi (1973)
- Chigireta ai (1973)
- Ai no jujika (1973)
- Bara no kusari (1974)
- Hageshii koi (1974)
- Kizudarake no Lola (1974)
- Kono ai tokimeki (1975)
- Koi no boso (1975)
- Shiroi kyokai (1975)
- Kimiyo dakarete atsukunare (1976)
- Jaguar (1976)
- Wakaki shishitachi (1976)
- Last scene (1976)
- Boomerang street (1977)
- Botanwo hazuse (1977)
- Boots wo nuide choshokuwo (1978)
- Anatato ainotameni (1978)
- Honoo (1978)
- Blue sky blue (1978)
- Young man (1979)
- Hop step jump (1979)
- Yuki ga areba (1979)
- Ainosono (1980)
- Oretachi no jidai (1980)
- Nemurenuyoru (1980)
- Santa maria no inori (1980)
- Little girl (1981)
- Sentimental girl (1981)
- Sexy Rock'n Roller (1981)
- Gypsy (1981)
- Minami jujisei (1982)
- Seishoujo (1982)
- Gyarando (1983)
- Night game (1983)
- Do you know (1984)
- Dakishimete Jiruba (reprise de Careless Whisper en japonais) (1984)
- Ichimankonen no ai (1985)
- Udenonakae (1985)
- Tsuioku no hitomi (1986)
- Rain of dream (1986)
- Yakusoku no tabi (1986)
- New York girl (1987)
- Blue sky (1988)
- Hashire Shojikimono (1991)
- Sayyea Jan-go (1994)
- Tasgareyo sobani ite (1995)
- Moment (1997)
- 2R Kara Hajimeyou (1998)
- Saigono ai (1999)
- Turn A Turn (générique d'ouverture pour ∀ Gundam épisodes 2~28) (1999)
- Bailamos ~ Tonight We Dance (1999)
- Love Torture (2000)
- Tokino kizahashi (2000)
- Jasmine (2001)
- Everybody Dance (2002)
- Sodai Gomi Jyane (2003)
- Meguriai (2006)
- Vegetable Wonderful (2009)